# Ma'ale Amos
Ma'ale Amos (hebrejsky מַעֲלֵה עָמוֹס, doslova „Amosův svah“ - podle biblického proroka Ámose, v oficiálním přepisu do angličtiny Ma'ale Amos) je izraelská osada typu společná osada (jišuv kehilati) na Západním břehu Jordánu v distriktu Judea a Samaří a v Oblastní radě Guš Ecion.

## Geografie
Nachází se v nadmořské výšce 715 metrů v severní části Judska a ve východní části Judských hor, v místech přechodu této hornatiny do Judské pouště. Leží cca 12 kilometrů jihojihovýchodně od města Betlém, cca 20 kilometrů jižně od historického jádra Jeruzalému a cca 68 kilometrů jihovýchodně od centra Tel Avivu. Osada je na dopravní síť Západního břehu Jordánu napojena pomocí lokální silnice číslo 3698, která se pak na severu napojuje na lokální silnici číslo 356.
Je součástí rozptýlené skupiny menších izraelských sídel ve východní části Guš Ecion, která je tvořena například obcemi Tekoa, Mecad nebo nejblíže malou osadou Ibej ha-Nachal. Tento blok sice je prostoupen četnými palestinskými sídly, ale v těsné blízkosti Ma'ale Amos se palestinské osídlení prakticky nevyskytuje, protože vesnice leží na okraji neobydlené Judské pouště.

## Dějiny
Ma'ale Amos byl založen v roce 1981. Leží na Západním břehu Jordánu, jehož osidlování Izraelem začalo až po jeho dobytí izraelskou armádou, tedy po roce 1967.
24. srpna 1980 izraelská vláda zamítla námitky vicepremiéra Jigaela Jadina proti zvažovanému zřízení nové osady (pracovně nazývané Tekoa Bet) v této oblasti. 9. prosince 1980 pak vláda zamítla i další odvolání proti tomuto kroku, které bylo podáno k výboru Knesetu, čímž se definitivně otevřela cesta pro založení této osady. Fakticky byla zřízena v roce 1981. O vznik Ma'ale Amos se zasloužily pravicové organizace Betar a Cherut. Internetové stránky obce uvádějí jako rok založení 1982. Funguje zde aškenázská synagoga, zařízení pro péči o děti v předškolním věku, náboženské školy, mikve, zdravotní středisko a veřejná knihovna. Obec je napojena na síť autobusové dopravy do Jeruzalému (linka číslo 165 společnosti Egged).
V roce 1999 byla cca jeden kilometr severozápadně od obce založena izolovaná skupina domů, která je sice oficiálně považována za pouhou čtvrť Ma'ale Amos, ale ve skutečnosti jde o samostatnou osadu Ibej ha-Nachal.
Počátkem 21. století nebyl Ma'ale Amos stejně jako téměř celá oblast východního Guš Ecion zahrnut do Izraelské bezpečnostní bariéry.

## Demografie
Obyvatelstvo Ma'ale Amos je v databázi rady Ješa popisováno jako složené z ultraortodoxních Židů, respektive z převážně aškenázské (litevské) odnože ultraortodoxie nazývané „ješiviš“. Podle údajů z roku 2014 tvořili naprostou většinu obyvatel Židé (včetně statistické kategorie "ostatní", která zahrnuje nearabské obyvatele židovského původu ale bez formální příslušnosti k židovskému náboženství).
Jde o menší obec vesnického typu, která od počátku 90. let 20. století zažívá dlouhodobé kolísání populace. K 31. prosinci 2014 zde žilo 352 lidí. Během roku 2014 populace stoupla o 9,0 %. Do celkového počtu obyvatel jsou zahrnuti i obyvatelé (cca 50) sousední malé osady Ibej ha-Nachal, která je oficiálně považována za součást Ma'ale Amos.
| Rok            | 1983 | 1989 | 1990 | 1991 | 1992 | 1993 | 1994 | 1995 | 1996 | 1997 | 1998 | 1999 | 2000 |
| -------------- | ---- | ---- | ---- | ---- | ---- | ---- | ---- | ---- | ---- | ---- | ---- | ---- | ---- |
| Počet obyvatel | 209  | 248  | 251  | 305  | 364  | 387  | 388  | 352  | 321  | 342  | 328  | 342  | 336  |

| Rok            | 2001 | 2002 | 2003 | 2004 | 2005 | 2006 | 2007 | 2008 | 2009 | 2010 | 2011 | 2012 | 2013 | 2014 |
| -------------- | ---- | ---- | ---- | ---- | ---- | ---- | ---- | ---- | ---- | ---- | ---- | ---- | ---- | ---- |
| Počet obyvatel | 300  | 258  | 299  | 319  | 340  | 344  | 326  | 348  | 264  | 255  | 264  | 332  | 323  | 352  |